# كلو سيمز
كلو سيمز (بالإنجليزية: Chloe Sims) هي لاعبة جمباز فني أسترالية، ولدت في 25 أغسطس 1990 في توومبا في أستراليا.

## وصلات خارجية
- كلو سيمز على موقع الاتحاد الدولي للجمباز (licence) (الإنجليزية)
- كلو سيمز على موقع الاتحاد الدولي للجمباز (biography) (الإنجليزية)
- كلو سيمز على موقع اتحاد ألعاب الكومنولث (مؤرشف) (الإنجليزية)
- كلو سيمز على موقع دورة ألعاب الكومنولث 2006 (مؤرشف) (الإنجليزية)